# دعاء الندبة
دعاء النُدبة هو أحد ادعية للإمام الثاني عشر عند الشيعة يُستحب الابتهال فيه إلى الله في الأعياد الأربعة، وهي عيد الفطر، وعيد الأضحى، وعيد الغدير، ويوم الجمعة. قَالَ السيد ابن طاووس وأبو عبد الله محمّد بن جعفر المشهدي: ذَكَرَ بَعْضُ أَصْحَابِنَا، قَالَ: قَالَ مُحَمَّدُ بْنُ عَلِيِّ بْنِ أَبِي قُرَّةَ، نَقَلْتُ مِنْ كِتَابِ مُحَمَّدِ بْنِ الْحُسَيْنِ بْنِ سُفْيَانَ الْبَزَوْفَرِيِّ دُعَاءَ النُّدْبَةِ، وَ ذَكَرَ أَنَّهُ الدُّعَاءُ لِصَاحِبِ الزَّمَانِ، وَ يُسْتَحَبُّ أَنْ يُدْعَى بِهِ فِي الْأَعْيَادِ الْأَرْبَعَةِ.
قال السيد بن طاووس: ذكر بعض أصحابنا قال: قال محمد بن علي بن أبي قرة، نقلت من كتاب محمد بن الحسين بن سفيان البزوفري دعاء الندبة، وذكر أنه الدعاء لصاحب الزمان
وذكر العلامة المجلسي دعاء الندبة في كتابه أنه روي بسند معتبر إلى الإمام الصادق 

## مقتطفات من الدعاء
يبدأ الدعاء بهذه العبارات:
ويستمرّ الدعاء حتي يصل إلي هذه العبارات التي تتحدّث عن فترة من حياة النبيّ محمّد:

ويصل الدعاء إلي العبارات التي تشكو عن غيبة الإمام الثاني عشر عند الشيعة المهدي المنتظر وتقول:
وفي العبارات النهائية من الدعاء ورد بعض الأدعية إلي الله وبها تختم الدعاء:
.

## وصلات خارجية
- https://soundcloud.com/baqeyatallah/pop36hhaiapy شرح دعاء الندبة، الشيخ محمد السند.